# Linda Boström Knausgård
Pour les articles homonymes, voir Boström et Knausgård.
Linda Boström Knausgård, née le 15 octobre 1972 à Boo, Nacka, en Suède, est une écrivaine suédoise de romans, nouvelles et poésies. 
Elle a été mariée à Karl Ove Knausgård de 2007 à 2016.

## Œuvres
- Gör mig behaglig för såret, poésie, 1998
- Grand Mal, nouvelles, 2011
- Helioskatastrofen, roman, 2013
- Välkommen till Amerika, roman, 2016

- traduit en français sous le titre Bienvenue en Amérique par Terje Sinding, Paris, Éditions Grasset et Fasquelle, 2018, 128 p.  (ISBN 978-2-246-81386-6)
- Oktoberbarn, roman, 2019

- traduit en français sous le titre Fille d'octobre par Terje Sinding, Paris, Éditions Grasset et Fasquelle, 2022, 236 p.  (ISBN 978-2-246-82481-7)